# Luciano Zampatti
Luciano Zampatti (* 12. Mai 1903 in St. Moritz, Schweiz; † 1. Dezember 1957 in Ponte di Legno) war ein italienischer Skispringer.
Zampatti gewann 1928 hinter Luigi Bernasconi und Vitale Venzi bei den italienischen Meisterschaften die Bronzemedaille. Bei den Olympischen Winterspielen 1928 in St. Moritz sprang Zampatti von der Normalschanze auf den 24. Platz. 1934 musste sich Zampatti bei den italienischen Meisterschaften nur Mario Bonomo geschlagen geben und gewann Silber.